# Nhà thờ Cha Tam
Nhà thờ Cha Tam (tên chính thức: Nhà thờ Thánh Phanxicô Xaviê vì thuộc Giáo xứ Phanxicô Xaviê, Tổng Giáo phận Sài Gòn) là một nhà thờ cổ, hiện tọa lạc tại số 25 đường Học Lạc, phường Chợ Lớn, Thành phố Hồ Chí Minh.

## Về Cha Tam

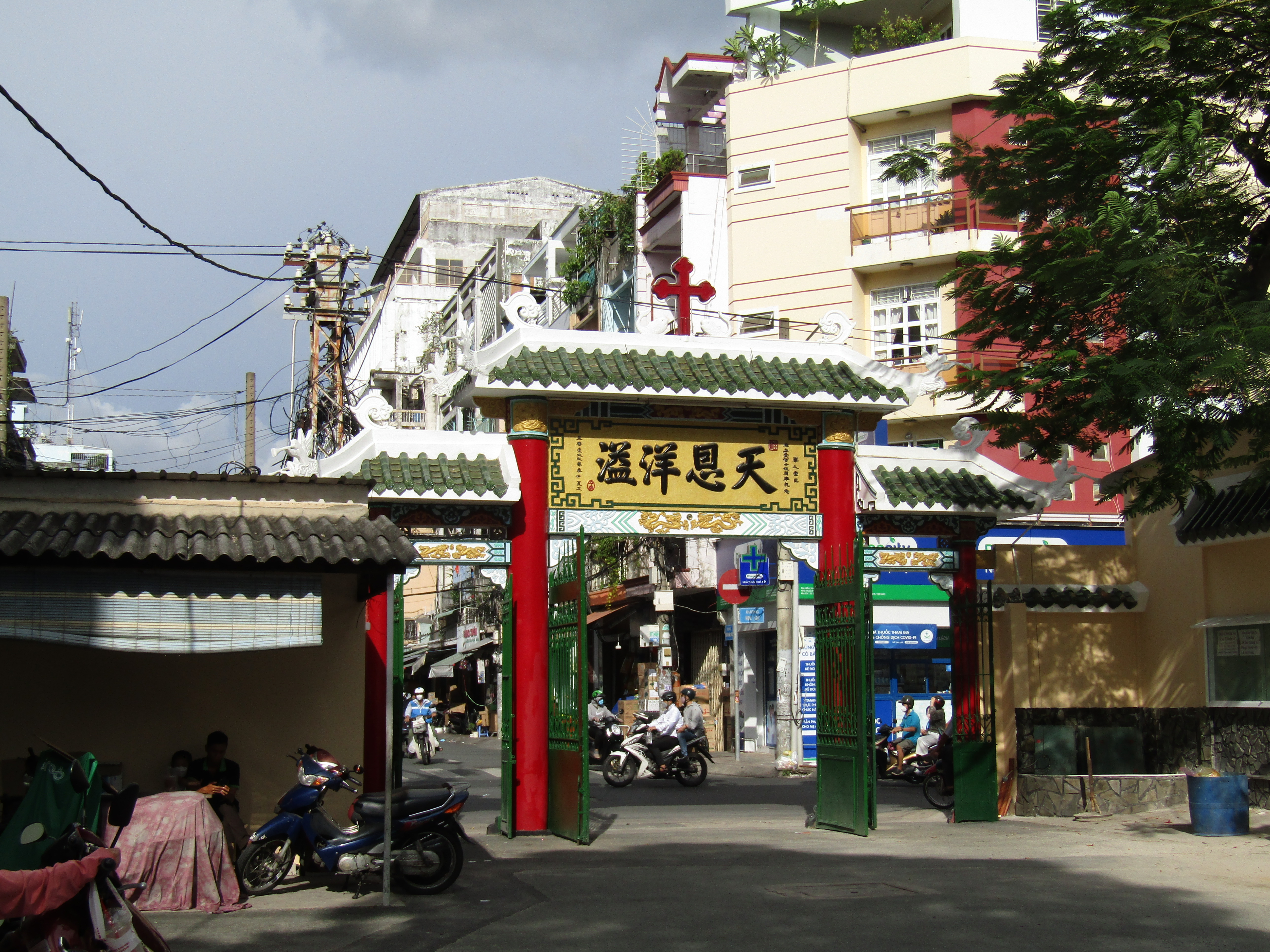
Cổng vào nhà thờ Cha Tam (nhìn từ trong ra)